# Hirudine

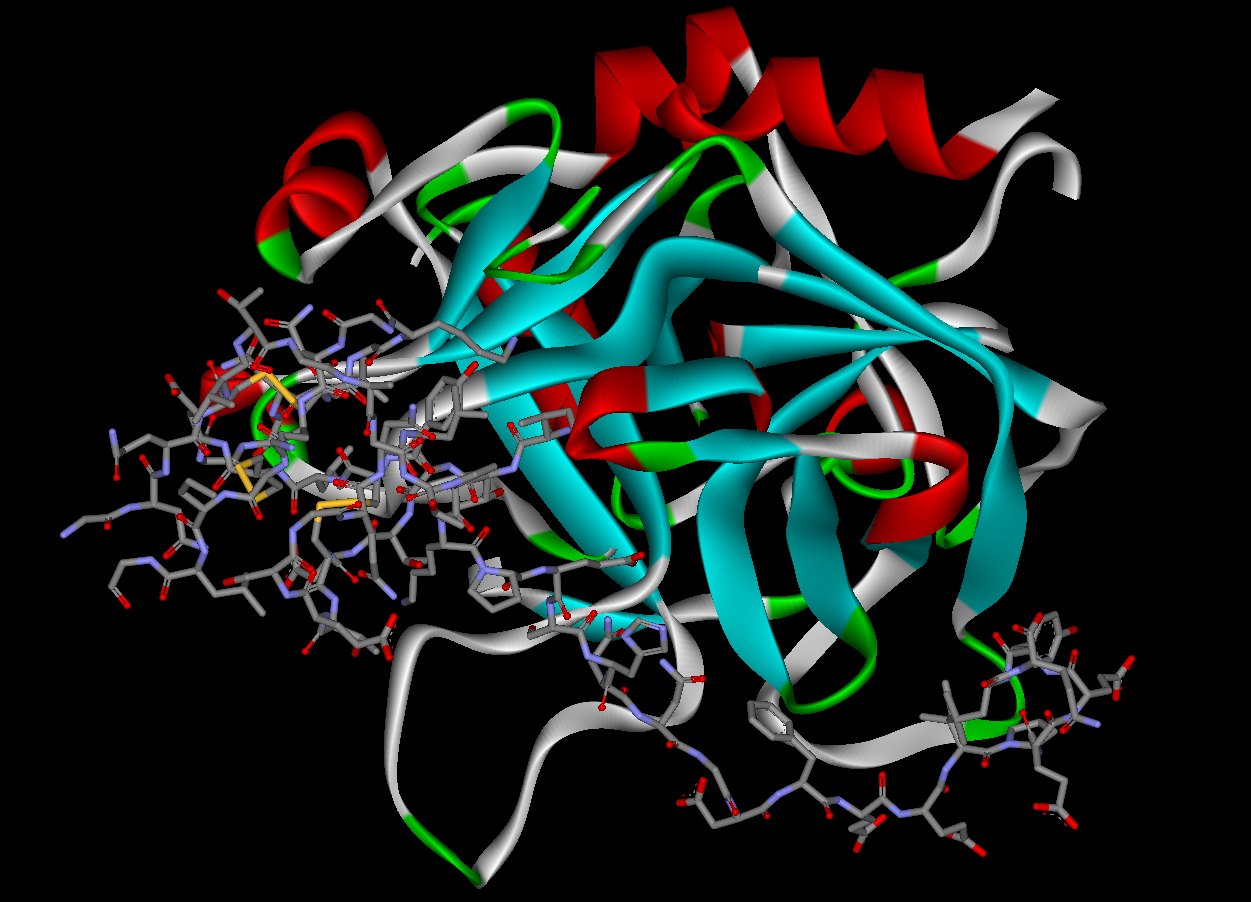
Hirudine s'associant à la thrombine.

L'hirudine est une petite protéine ou peptide aux propriétés anticoagulantes sécrétée par les glandes salivaires des sangsues. Son nom est dérivé du nom taxinomique de la sangsue médicinale : Hirudo medicinalis. La sécrétion de cette protéine par la sangsue bloque la coagulation du sang de sa proie et lui permet de se nourrir. L'hirudine bloque la coagulation en inhibant l'action de la thrombine, un des facteurs de ce processus.

## Histoire
Connue et utilisée depuis l'Antiquité pour les saignées et les phlébotomies, le principe actif qu'est l'hirudine n'a été découvert qu'en 1884 par le physiologiste britannique John Berry Haycraft, installé à Strasbourg. L'hirudine est naturellement sécrétée par la sangsue Hirudo medicinalis lorsqu'elle se fixe sur la peau pour empêcher la coagulation sanguine sans quoi elle ne pourrait pas se nourrir.
Jusqu'à la découverte de l'héparine, cette substance était le seul moyen que les médecins avaient d'empêcher la formation de caillots.
Il a fallu attendre les années 1950 pour que l'agent actif soit isolé et classé en tant qu'inhibiteur de la thrombine. Sa structure primaire chimique n'a été établie qu'en 1976.
Il sera difficile d'extraire durablement cette substance chimique. La pénurie de sangsues due à leur surexploitation déraisonnable, a fait décroître leurs effectifs. L'espèce est désormais protégée.
Depuis d'ailleurs, une forme recombinant de l'hirudine a été développé, la lépirudine.

## Organisation structurale
L'hirudine se compose de 65 acides aminés, dont la partie N-terminale forme un domaine compact contenant trois ponts disulfure, tandis que la partie C-terminale est complètement désordonnée. L'hirudine naturelle est constituée d'un mélange de diverses isoformes de la protéine. Cependant, l'expression sous forme recombinante permet d'obtenir des préparations homogènes de l'hirudine.